# Læremiddel
Læremidler er materialer og værktøjer af varierende størrelse, der anvendes i et læringsdesign, hvor læringsdesign skal forstås som en konstellation af artefakter arrangeret i rum og udført i tid med en intention om at igangsætte læring hos nogen. Læremidler er læremidler uafhængigt af, om læremidlet bliver til læremiddel grundet dets indsættelse i en læringskontekst, eller om der i læremidlet findes en iboende læringsdesign. Eksempelvis er både lærebog, skønlitteratur og tavle læremidler, når de anvendes i en undervisningssituation.
Læremidler opdeles ofte i tre grupper: Funktionelle læremidler, semantiske læremidler og didaktiske læremidler.

## Funktionelle læremidler
Redskaber eller kommunikationsmedier, der anvendes i læringssituationer enten til at facilitere eller muliggøre læreprocesser. Kvaliteten af et funktionelt læremiddel kan vurderes ved at afdække dets designpotentiale ud fra kriterier som fx brugervenlighed, pædagogisk funktionalitet, læringsmæssig funktionalitet og organisatorisk funktionalitet, men idet funktionelle læremidler ofte har mange brugsmuligheder, må vurderingskriterierne ses i forhold til den kontekst og de mål, hvor læremidlet anvendes.

## Semantiske læremidler
Artefakter som har et semantisk indhold, men som ikke har en indbygget didaktik, som ikke er produceret med henblik på undervisning. Semantiske læremidler tæller blandt andet skrevne tekster, film, computerspil og artefakter, der inddrages i undervisningen som repræsenterende et fagligt relevant stof.
Kvaliteten af et semantisk læremiddel kan vurderes ved at analysere dets tilgængelighed. I forhold hertil ser man på om tematikken appellerer til eleven, hvorvidt tekstens læsbarhed er i overensstemmelse med elevens faglige og sproglige forudsætninger, og hvorvidt det støtter og/eller stimulerer elevens forforståelse. Læremidlet vurderes også i forhold til dets faglige relevans, som er dets relation til fagets Fælles Mål og faglige formål. Med hensyn til læremidlets funktionalitet ser man det i forhold til lærerens kompetencer og undervisningens rammer.

## Didaktiske læremidler
Læremidler som er lavet med henblik på at blive brugt i en undervisningssituation, hvor intentionen er læring. Didaktiske læremidler har tre funktioner: En formidlingsdimension, hvor et fagligt stof anskueliggøres for eleven. En læringsfunktion, hvor en læringsproces iscenesættes for eleven. En metodisk funktion, hvor læreren kan hente inspiration til at planlægge, gennemføre og evaluere sin undervisning.
Når læreren bruger et didaktisk læremiddel, foretager læreren en redidaktisering, hvor læremidlet bearbejdes. Eksempelvis ved kun at bruge et udpluk af opgaver fra læremidlet i undervisningen. Redidaktisering bygger på lærerens praksisteori der bl.a. består af lærerens viden og erfaringer.

## Digitale læremidler
Digitale læremidler kan både være funktionelle, semantiske eller didaktiske og kendetegnes alene ved at være digitale. De kan overordnet inddeles i fem centrale typer:
- Træningsprogrammer kan karakteriseres som didaktiske læremidler. Det er små programmer, der træner viden og færdigheder ved at stille spørgsmål eller præsentere opgaver, som modtageren skal besvare. Spørgsmålene er typisk faktabaserede eller formuleret således, at computeren umiddelbart efter besvarelsen kan vise, om svaret var rigtigt eller forkert. Det kan fx være: "Hvilken ordklasse er ordet sofa?".
- Udforskende programmer som kan karakteriseres som didaktiske læremidler. I udforskende programmer kan brugeren udforske et simuleret fænomen ved at få lov til at ændre på forskellige variable. Det kan fx være et program, hvor brugeren kan se, hvordan klimaforholdene ændres, hvis udledningen af CO2 stiger, eller det kan være et matematikprogram, hvor man kan ændre på forskellige variable i en matematisk funktion.
- Vidensplatforme som kan karakteriseres som funktionelle læremidler. De indeholder beskrivelser af fakta, men kan også være personligt eller ideologisk 'farvede' i formidlingen af stoffet.
- Skalprogrammer/værktøjsprogrammer som kan karakteriseres som funktionelle læremidler. De er programmer, der giver brugeren mulighed for selv at putte indhold i den skal som programmet har tilrettelagt, således brugeren selv kan producere indhold eller lave en opgave. Det kan fx være et tekstbehandlingsprogram, billedbehandlingsprogram eller et chat-program.
- Samarbejdsplatforme er platforme der understøtter læring gennem samarbejde. Platformen kan fx stille materialer, redskaber, forslag til arbejdsstrukturer m.m. til rådighed, og brugerne anvender platformen, når de sammen skal arbejde med en bestemt problemstilling. Samarbejdsplatforme er ofte diskussionsorienterede og lægger op til, at brugerne skal forholde sig selvstændigt, undersøgende og kritisk til opgaven. Samarbejdsplatforme kan karakteriseres som værende både didaktiske og funktionelle læremidler, eftersom de ofte indeholder redskaber og kommunikationsmedier, der understøtter læringsprocessen.[1]